# Любимівка (Солонянська селищна громада)
Люби́мівка — село в Україні, у Солонянській селищній громаді Дніпровського району Дніпропетровської області. Населення станом на 2021 рік — 219 мешканців.

## Географія
Село Любимівка знаходиться за 3 км від правого берега річки Дніпро. На відстані 2 км розташоване село Широкополе. По селу протікає висихний струмок з загатою. До села примикає великий садовий масив. Поруч проходить автомобільна дорога Н08.

## Населення

### Мова
Розподіл населення за рідною мовою за даними перепису 2001 року:
| Мова                | Відсоток |
| ------------------- | -------- |
| українська          | 93,7 %   |
| російська           | 5,4 %    |
| інші/не визначилися | 0,9 %    |

## Релігія
В селі розташований Храм Святого князя Владислава Сербського ПЦУ (вул. Рибальська).